# UN-Klimakonferenz in Cancún 2010
Die UN-Klimakonferenz in Cancún fand vom 29. November bis zum 10. Dezember 2010 in Cancún in Mexiko statt. Sie war die 16. Konferenz der Vertragsstaaten der Klimarahmenkonvention der Vereinten Nationen und stellte das sechste Treffen im Rahmen des Kyoto-Protokolls dar.

## Erwartungen
Die Erwartungen an die Konferenz waren von Beginn an eher gering. Bei der UN-Klimakonferenz in Kopenhagen im Jahr zuvor war lediglich eine Absichtserklärung formuliert und keine konkreten Maßnahmen beschlossen worden. Es wurden zwar Ziele definiert, nämlich dass die globale Mitteltemperatur nicht mehr als zwei Grad gegenüber der vorindustriellen Zeit steigen sollte („Zwei-Grad-Ziel“), doch es wurden keine völkerrechtlich bindenden Maßnahmen getroffen.
Erwartet wurden unter anderem Regelungen zum Schutz der Regenwälder und ein Klimafonds, der Entwicklungsländer beim Klimaschutz finanziell unterstützen sollte.

## Verlauf
Boliviens Regierung verweigerte die Zustimmung zu einem von den führenden Industrienationen gefeierten „Kompromiss“ in Sachen Klimaschutz.
Präsident Evo Morales hatte unter anderem ein UN-Tribunal für „Klimagerechtigkeit“, eine „Allianz von Regierungen und Völkern“ und den Verzicht auf „Luxus und Verschwendung“ gefordert und die Weltgemeinschaft zur „Rettung des Planeten“ aufgefordert und als Oberstes Ziel die Reduktion des CO2-Ausstoßes benannt, das von den wichtigsten Industrienationen bis heute blockiert würde. Entgegen den Gepflogenheiten der UN-Konferenzen nahm die Konferenzpräsidentin und Außenministerin des Gastgebers Mexiko, Patricia Espinosa Cantellano, das Veto der Bolivianer lediglich „zur Kenntnis“ und erklärte die Abschlusserklärung ohne Konsens für angenommen.

## Ergebnisse

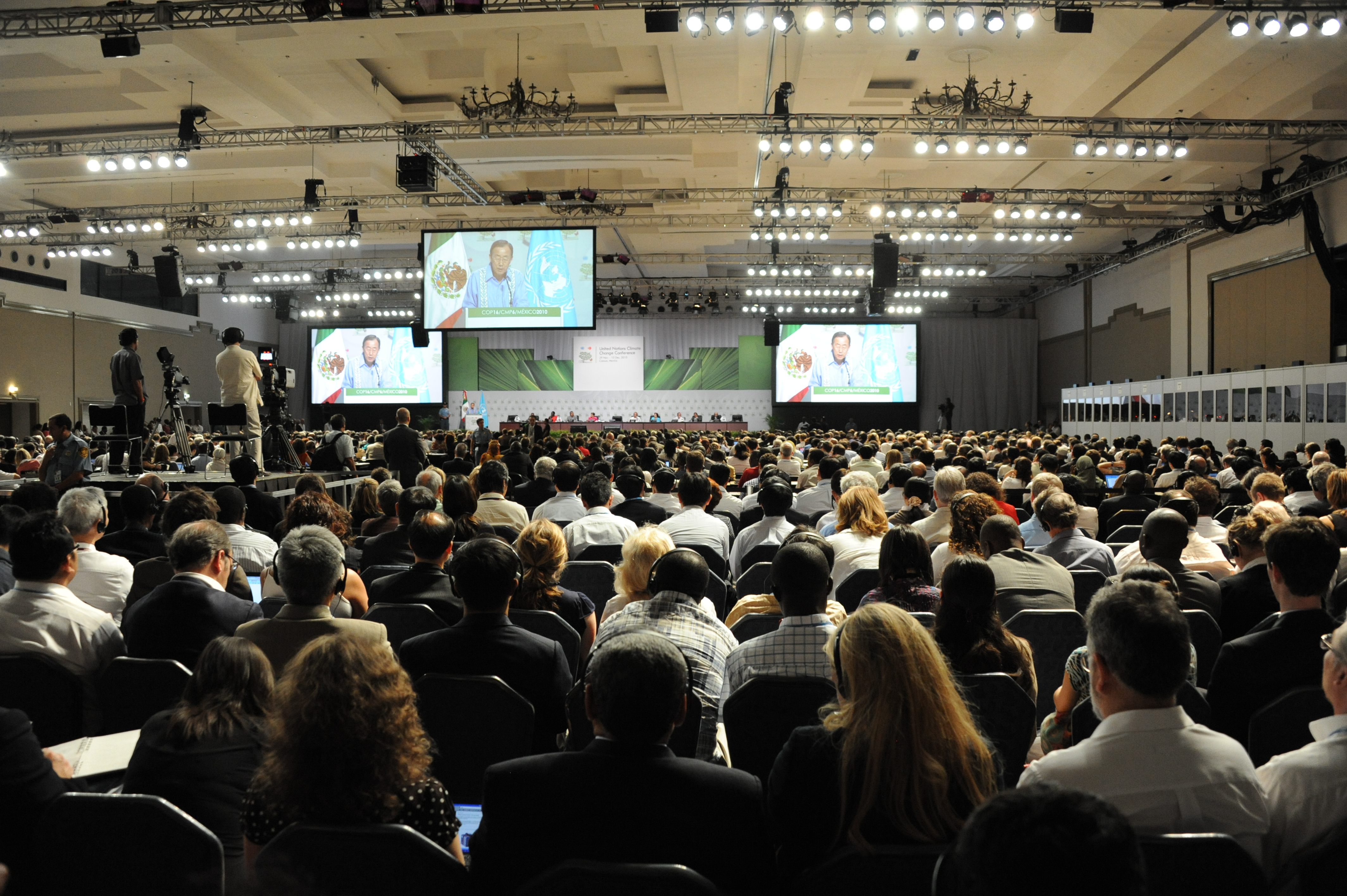
Rede von Ban Ki-moon

Bei der Konferenz wurden erstmals verbindliche, internationale Maßnahmen zum Klimaschutz vereinbart. Die Industrieländer erkannten an, dass die Kohlenstoffdioxid-Emissionen bis 2020 um 25 bis 40 Prozent gesenkt werden müssen. Darüber hinaus verpflichteten sie sich zur Einhaltung der freiwilligen Ziele, die im Jahr zuvor im Rahmen des Copenhagen Accord festgelegt wurden; diese sind im Dokument "FCCC/SB/2011/INF1/Rev.1" dokumentiert. Um dies zu erreichen, wurden sie aufgefordert, die finanziellen Mittel für den Klimaschutz zu erhöhen. Dabei wurde ausgehandelt, dass Länder mit großen Waldflächen (z. B. Russland) diese als Kohlenstoffspeicher geltend machen können.
Das Ziel, eine Klimaerwärmung um mehr als zwei Grad zu stoppen, wurde anerkannt und eine Möglichkeit der Senkung dieser Marke auf bis zu 1,5 Grad Celsius vereinbart. Dazu sollen die Länder konkrete Zeitpläne für die Senkung der Emissionen und eigene, nationale Programme entwickeln.
Um die von der Erwärmung besonders betroffenen Regionen zu entlasten, wurde vereinbart, einen Klimafonds als Soforthilfe mit einem Umfang von 10 Milliarden Dollar jährlich einzurichten. Für die langfristige Klimafinanzierung wurde beschlossen, einen Fonds einzurichten (Green Climate Fund – GCF), aus dem insbesondere Klimaschutzmaßnahmen in Entwicklungsländern finanziert werden sollen. Geplant ist, dass der GCF ab 2013 vollständig operationalisiert ist und seine Arbeit aufnehmen kann. Die Industrieländer statten den GCF mit Mitteln aus, die ab 2020 auf 100 Milliarden Dollar pro Jahr anwachsen sollen. Außer finanziellen Hilfen sollen die Entwicklungsländer durch ein von den Vereinten Nationen geführtes Technologiezentrum technische Entwicklungen für den Klimaschutz zur Verfügung gestellt bekommen.
Um die Emissionen aus der Abholzung und Zerstörung von Wäldern zu reduzieren (REDD-plus), wurden die einzelnen Staaten aufgefordert, nationale Umsetzungspläne, Berichte über den Einfluss ihrer Wälder auf die Treibhausgasemissionen sowie transparente Monitoringsysteme über Ausdehnung und Zustand ihrer Wälder zu erarbeiten.